# Estação Canyelles

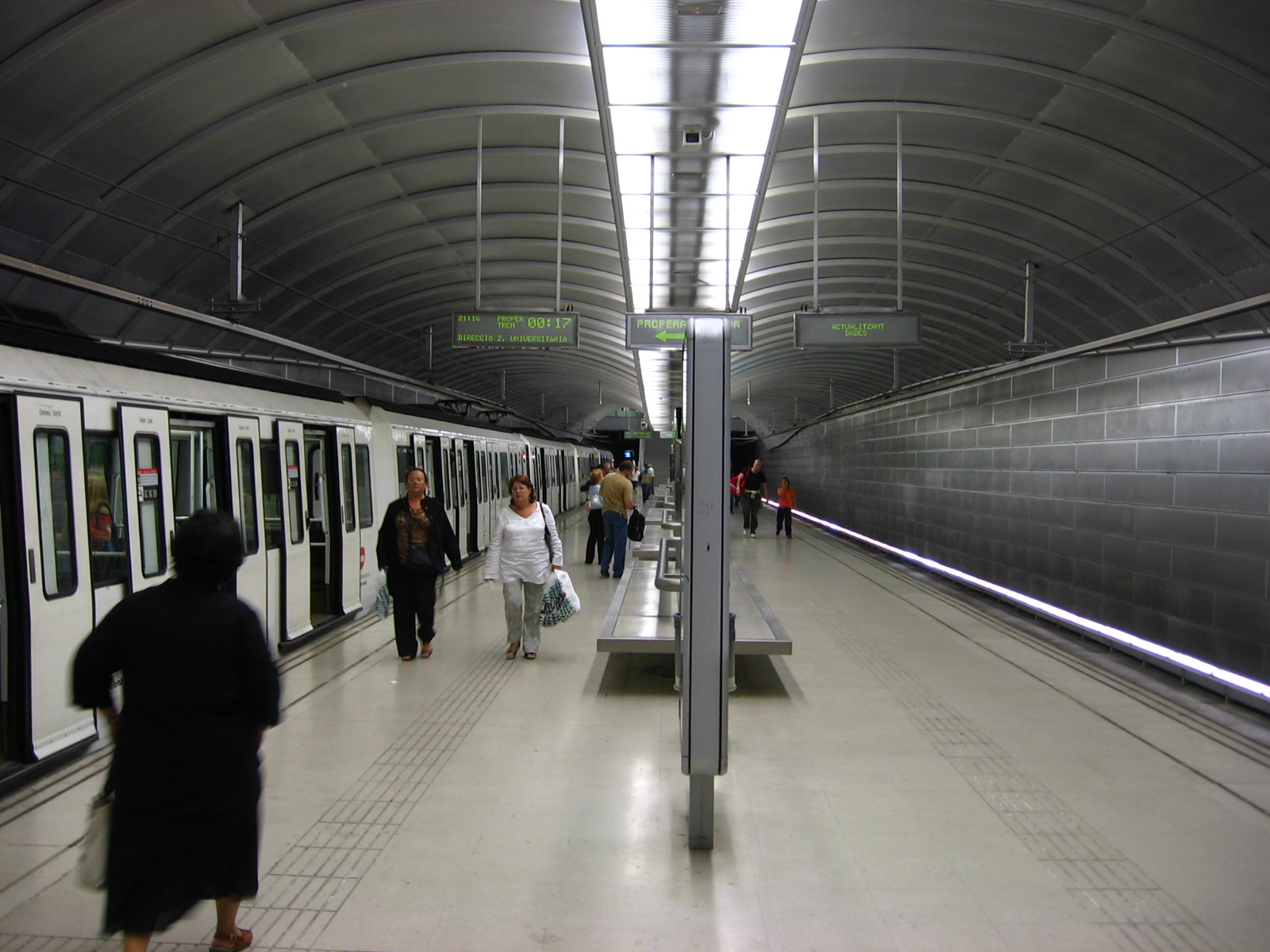
Estação Canyelles.

Canyelles é uma estação da linha Linha 3 do Metro de Barcelona.

## História
A estação foi inaugurada em 2001, quando o trecho da linha L3 foi estendido da estação de Montbau. Permaneceu o terminal da linha L3 até 2008, quando a linha foi novamente estendida para a estação Trinitat Nova.

## Localização

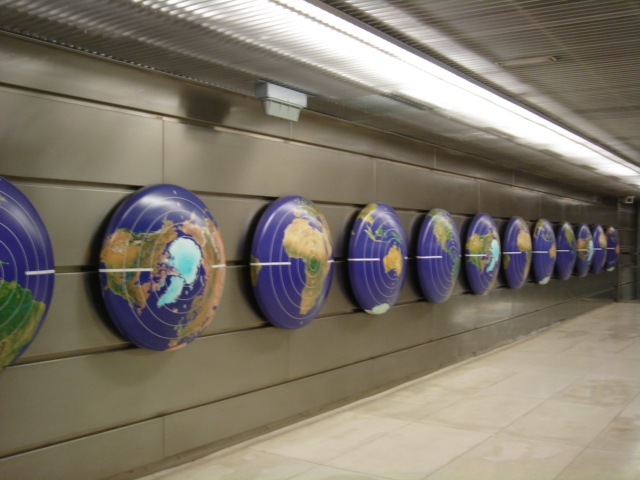
Tir al món amb mar de fons (Benet Rosell). Acesso via Via Favència e Federico García Lorca.

Nomeada em homenagem ao bairro vizinho de Canyelles, no distrito de Nou Barris. A estação está localizada sob a Carrer de Federico García Lorca e a Via Favència-Ronda de Dalt. Tem um acesso de cada lado da estação à Mercat-García Lorca e à Via Favència e ao Parc de Josep Maria Serra Martí. A plataforma única tem 100 metros de comprimento é flanqueada por duas linhas de trilhos. A estação Canyelles foi projetada por Alfons Soldevila.